# Meredith Whittaker

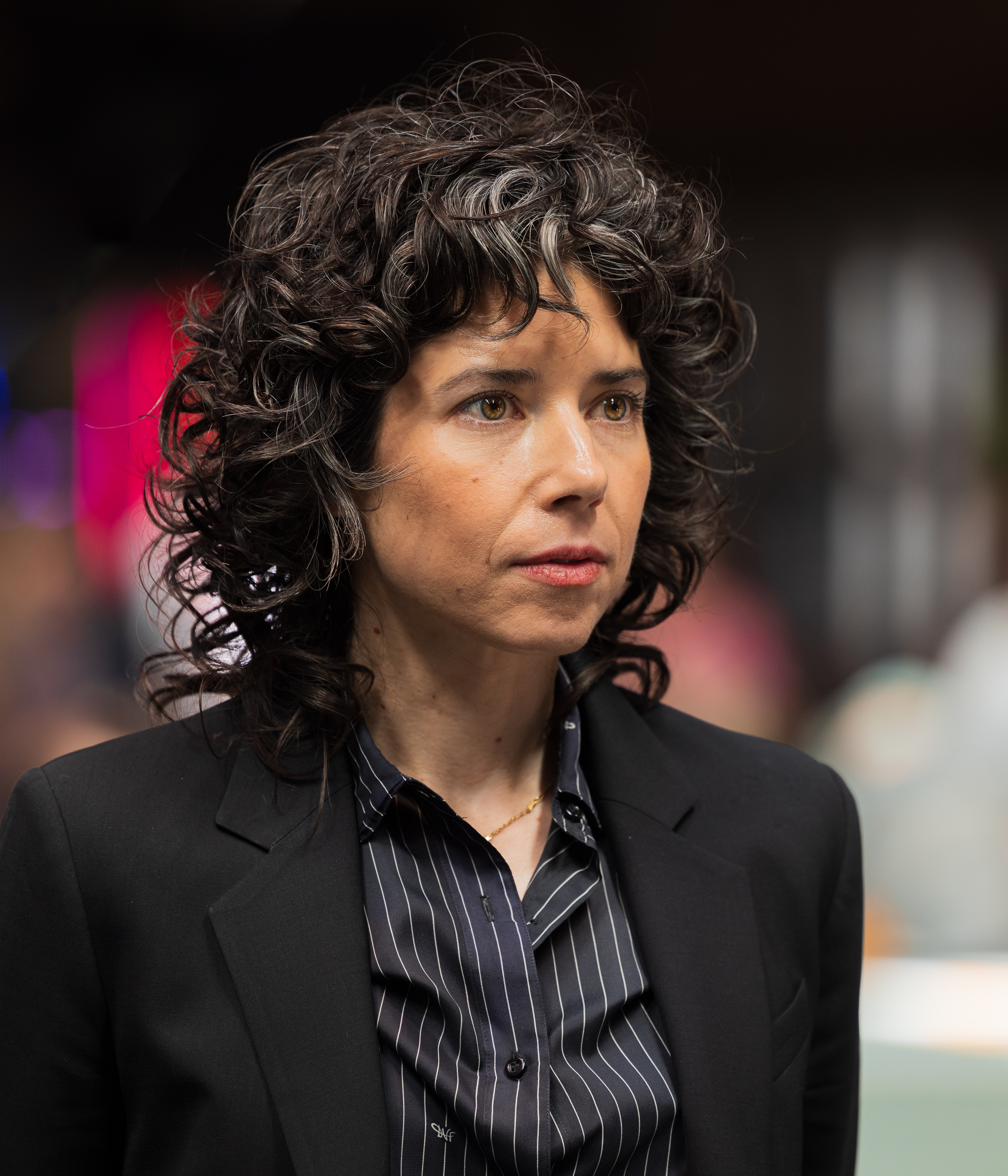
Meredith Whittaker, 2023

Meredith Whittaker ist eine US-amerikanische Forscherin und Beraterin, die sich mit den sozialen Auswirkungen und ethischen Fragen von künstlicher Intelligenz (KI) und Datenschutzfragen auseinandersetzt. Sie ist Präsidentin der gemeinnützigen Signal-Stiftung, die den Messenger Signal entwickelt. Seit Sommer 2025 ist sie zudem Mitglied im Verwaltungsrat von Hubert Burda Media.

## Karriere
Meredith Whittaker hat einen Bachelor-Abschluss in Rhetorik von der University of California, Berkeley. Ab 2006 war sie dreizehn Jahre lang bei dem US-amerikanischen Unternehmen Google beschäftigt, wo sie die Google Open Research Group gründete. 2018 war sie eine zentrale Organisatorin der Proteste von Google-Mitarbeitern gegen Diskriminierung und Überwachung und schied im Juli 2019 aus dem Unternehmen aus.
Whittaker hatte daraufhin eine Professur an der New York University inne. Sie ist zudem Mitbegründerin, ehemals Fakultätsdirektorin, und jetzt Beraterin des 2017 gegründeten AI Now Instituts der New York University.
Vom November 2021 bis September 2022 war sie Senior Advisor für Künstliche Intelligenz für die US-amerikanische Federal Trade Commission.

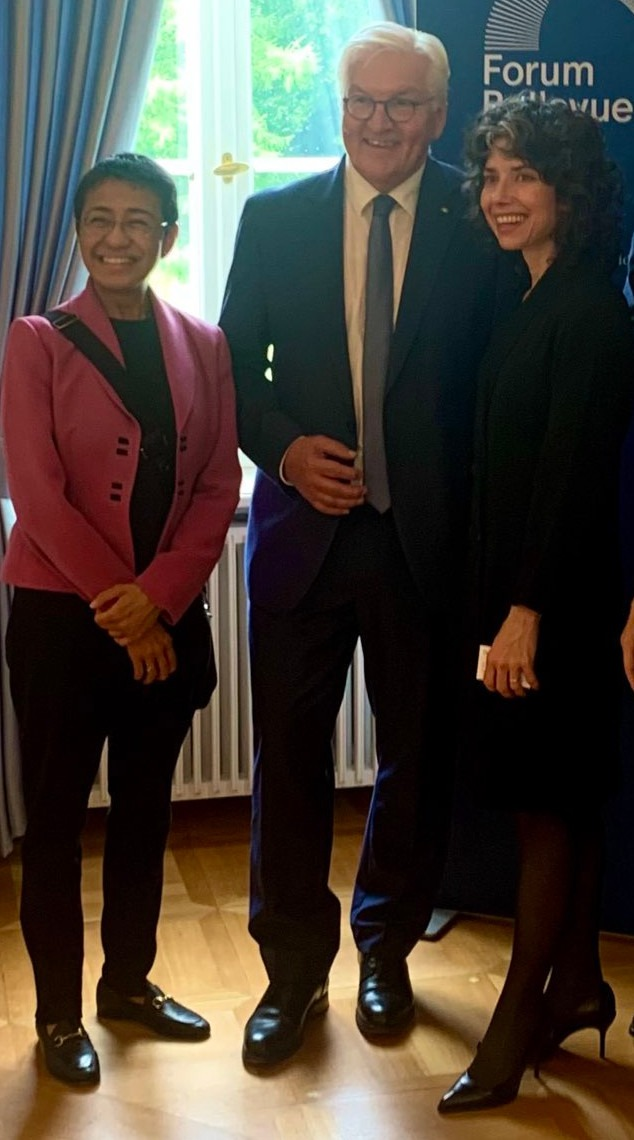
Bundespräsident Frank-Walter Steinmeier mit Meredith Whittaker und Friedensnobelpreisträgerin Maria Ressa

Seit September 2022 ist sie neben ihrer Rolle als Mitglied im dreiköpfigen Aufsichtsrat der gemeinnützigen Signal-Stiftung auch deren Präsidentin. Diese Non-Profit-Organisation trägt die Verantwortung für die gleichnamige Messenger-App Signal.
Das Time-Magazine zählte Whittaker 2023 zu den 100 einflussreichsten Menschen im Bereich der KI-Entwicklung. Im Mai 2024 wurde sie für ihre Arbeit zu Künstlicher Intelligenz und Datenschutz in Hamburg mit dem Helmut-Schmidt-Zukunftspreis ausgezeichnet.